# Bodenrode-Westhausen
Bodenrode-Westhausen est une commune allemande située dans l'arrondissement d'Eichsfeld en Thuringe.

## Géographie

Situation de Bodenrode-Westhausen dans l'arrondissement

Bodenrode-Westhausen est située dans le centre de l'arrondissement, sur la Leine. La ville est le siège de la Communauté d'administration de la Leine et se trouve à 6 km à l'est de Heilbad Heiligenstadt, le chef-lieu de l'arrondissement. La commune est composée des deux villages de Bodenrode (495 habitants en 2004) et Westhausen (723 habitants en 2004).
Communes limitrophes (en commençant par le nord et dans le sens des aiguilles d'une montre) : Reinholterode, Steinbach, Wingerode, Leinefelde-Worbis, Geisleden et Heilbad Heiligenstadt.

## Histoire
La première mention écrite du village de Bodenrode date de 1305 tandis que Westhausen apparaît dès 1146.
Bodenrode-Westhausen a appartenu à l'Électorat de Mayence jusqu'en 1802 et à son incorporation à la province de Saxe dans le royaume de Prusse.
La commune fut incluse dans la zone d'occupation soviétique après la Seconde Guerre mondiale avant de rejoindre le district d'Erfurt en RDA jusqu'en 1990. Le 6 novembre 1993, les deux communes de Bodenrode (qui faisait partie auparavant de l'arrondissement de Worbis) et de Westhausen (qui appartenait à l'arrondissement de Heilignestadt) fusionnaient pour donner naissance à la nouvelle commune de Bodenrode-Westhausen.

## Démographie
| 1910 | 1933   | 1939   | 1997  | 2000  | 2004  | 2010  |
| ---- | ------ | ------ | ----- | ----- | ----- | ----- |
| 882, | 1 363, | 1 320, | 1 171 | 1 180 | 1 208 | 1 159 |